# Gianluca Signorini
Gianluca Signorini (Pisa, Italia, 17 de marzo de 1960 - Pisa, Italia, 6 de noviembre de 2002) fue un futbolista italiano, sobre todo conocido por su tiempo jugado en el Genoa.

## Trayectoria
Gianluca Signorini comenzó su carrera jugando en 1980 en el Pisa S. C. de la Serie C1 de Italia. Luego, fue fichado por el Pietrasanta, Prato, Livorno, Ternana y Cavese. Después de pasar por todos esos clubes, fue fichado por el Parma, con Arrigo Sacchi. Rápidamente se convirtió en la estrella principal del Parma. Tiempo después fue fichado por la AS Roma, y luego por el Genoa en 1988. En total jugó siete torneos para el Genoa, los siete años que jugó allí fue el capitán del equipo.
Era un defensor duro y muy admirado entre los aficionados del club. Es recordado como uno de los últimos mejores defensores italianos en años recientes. Terminó su carrera jugando en el Pisa S. C. en 1997. En total, jugó 210 partidos en la Serie A, marcando 6 goles. En la Serie B jugó 72 partidos y convirtió 3 goles.

## Clubes

### Como jugador
| Club        | País   | Año       |
| ----------- | ------ | --------- |
| Pisa S. C.  | Italia | 1978-1979 |
| Pietrasanta | Italia | 1979-1980 |
| Prato       | Italia | 1980-1981 |
| Livorno     | Italia | 1981-1983 |
| Ternana     | Italia | 1983-1984 |
| Cavese      | Italia | 1984-1985 |
| Parma       | Italia | 1985-1987 |
| A. S. Roma  | Italia | 1987-1988 |
| Genoa       | Italia | 1988-1995 |
| Pisa S. C.  | Italia | 1995-1997 |

### Como entrenador
| Club       | País   | Año  |
| ---------- | ------ | ---- |
| Pisa S. C. | Italia | 1998 |

## Causa de la muerte
Después de haber terminado su carrera como futbolista, Signorini comenzó su carrera de entrenador. Su primer equipo fue el Pisa S. C., pero poco tiempo después se le diagnosticó la esclerosis lateral amiotrófica (también conocida como la enfermedad de Lou Gehrig o de Charcot), enfermedad que ha cobrado notoriedad en el fútbol italiano por haberse presentado en un muy llamativo porcentaje de exfutbolistas, y cuya razón se desconoce al día de hoy.
De a poco, la enfermedad comenzó a inmovilizarlo, paralizándole todos los músculos.
Murió el 6 de noviembre de 2002, en la ciudad de Pisa, a la edad de 42 años. 
En su honor, la camiseta número 6 del Genoa se retiró.